# Dietmar Mögenburg
Dietmar Mögenburg (Leverkusen, 15 de agosto de 1961) e um antigo atleta alemão, que foi campeão olímpico e da Europa em salto em altura, representando a Alemanha Ocidental. Dotado de uma compleição física notável (2.01 m de altura para 80 kg de peso), Mögenburg foi recordista mundial, tanto ao ar livre como em pista coberta. 

## Carreira
Com apenas 17 anos de idade, Mögenburg sagrou-se campeão europeu de juniores em Bydgoszcz, na Polónia. No dia 26 de maio de 1980, ao saltar 2.35 m, igualava o recorde mundial absoluto que Jacek Wszoła havia batido no dia anterior. O boicote ocidental aos Jogos Olímpicos de 1980 impediu-o de estar presente em Moscovo para lutar por uma das medalhas.
Em 1982 alcançava o único título europeu ao ar livre, nos Campeonatos Europeus de Atenas. No ano seguinte, em Helsínquia, na estreia dos Campeonatos Mundiais, não foi além de um quarto lugar, posição que repetiria na edição seguinte em Roma 1987. Por outro lado, em pista coberta, seria campeão europeu por cinco ocasiões, entre 1980 e 1989.
Os Jogos Olímpicos de Los Angeles, em 1984, trouxeram-lhe a oportunidade que não havia tido quatro anos antes. Na final do salto em altura, só quatro atletas lograram ultrapassar os 2.29 m, todos eles antigos recordistas do mundo nessa modalidade: o norte-americano Dwight Stones, o chinês Zhu Jianhua e o sueco Patrik Sjöberg, para além de Mögenburg. Os dois primeiros ficaram-se pelos 2.31 m, Sjöberg pelos 2.33 m e só o alemão conseguiria passar a fasquia dos 2.35 m, marca que lhe valeu a obtenção da medalha de ouro. Em 24 de fevereiro de 1985, num meeting em Colónia, estabeleceu um novo recorde mundial indoor com 2.39 m, que, ainda hoje, é a sétima melhor marca mundial de todos os tempos em pista coberta.
Esteve ainda presente nas Olimpíadas de Seul, em 1988, onde a marca de 2.34 m que alcançou não lhe permitiu melhor que o sexto lugar.
Entre 1980 e 1990, Mögenburg foi por dez vezes campeão de salto em altura da República Federal Alemã. 